# Blandest
«Blandest» es una canción grabada por la banda de grunge estadounidense Nirvana entre junio y septiembre de 1988 en Los Estudios Reciprocal, Seattle, Washington. El productor fue Jack Endino.

## Intentos originales
La canción iba a ser originalmente usada para ser un Lado B para el primer sencillo de la banda "Love Buzz" pero fue sacada en favor de "Big Cheese". La versión de "Spank Thru" que aparece en la compilación Sub Pop 200 fue grabada sobre "Blandest", que solo quedó después en copias de casetes que la banda hizo. "Blandest" fue sacada del álbum debut Bleach en 1989. De acuerdo al bajista de Nirvana Krist Novoselic la banda quería incluir "Blandest" en el álbum Incesticide de 1992 pero la grabación original había sido borrada. Como siempre las copias de los casetes fueron encontrados años después y apareció en varios bootlegs no oficiales.

## Publicaciones oficiales
La canción después apareció oficialmente en el box set de rarezas With the Lights Out, que venía de una copia de un miembro de la banda. "Blandest" aparecería oficialmente después en la compilación Sliver: The Best of the Box en 2005.

## Versiones en vivo
Se sabe que Blandest fue tocada tres veces en vivo:
- 06/21/89 - The Vogue, Seattle, WA
- 07/09/89 - The Sonic Temple, Masonic Temple, Wilkinsburg, PA
- 07/12/89 - J.C. Dobbs, Filadelfia, PA

- Datos: Q8248674